# Championnat d'Écosse de football 1920-1921
Navigation
Édition précédente Édition suivante
La 31e édition du championnat d'Écosse de football est remportée par les Rangers FC. C’est le onzième titre de champion du club de Glasgow, le deuxième consécutif. Les Rangers gagnent avec dix points d’avance sur le Celtic FC. Heart of Midlothian complète le podium.
À la fin de la 30e saison, aucun club ne quitte la première division. Les mêmes 22 équipes sont conservées pour la saison 1918-1919.
Avec 43 buts marqués en 42 matchs,  Hughie Ferguson de Motherwell FC remporte pour la troisième fois (la deuxième fois consécutive) le titre de meilleur buteur du championnat.

## Les clubs de l'édition 1920-1921
| Club                              | Ville      |
| --------------------------------- | ---------- |
| Aberdeen Football Club            | Aberdeen   |
| Albion Rovers Football Club       | Coatbridge |
| Ayr United Football Club          | Ayr        |
| Airdrieonians Football Club       | Airdrie    |
| Celtic Football Club              | Glasgow    |
| Clyde Football Club               | Glasgow    |
| Clydebank Football Club           | Clydebank  |
| Dumbarton Football Club           | Dumbarton  |
| Dundee Football Club              | Dundee     |
| Falkirk Football Club             | Falkirk    |
| Greenock Morton Football Club     | Greenock   |
| Hamilton Academical Football Club | Hamilton   |
| Heart of Midlothian Football Club | Édimbourg  |
| Hibernian Football Club           | Leith      |
| Kilmarnock Football Club          | Kilmarnock |
| Motherwell Football Club          | Motherwell |
| Partick Thistle Football Club     | Glasgow    |
| Queen's Park Football Club        | Glasgow    |
| Raith Rovers Football Club        | Kirkcaldy  |
| Rangers Football Club             | Glasgow    |
| Saint Mirren Football Club        | Paisley    |
| Third Lanark Athletic Club        | Glasgow    |

## Compétition

### Classement
Le classement est établi sur le barème de points classique (victoire à 2 points, match nul à 1, défaite à 0).
| Rang | Équipe              | Pts | J  | G  | N  | P  | Bp | Bc | Diff |
| ---- | ------------------- | --- | -- | -- | -- | -- | -- | -- | ---- |
| 1    | Rangers FC          | 76  | 42 | 36 | 6  | 1  | 91 | 24 | +67  |
| 2    | Celtic FC           | 66  | 42 | 30 | 8  | 6  | 86 | 35 | +51  |
| 3    | Heart of Midlothian | 50  | 42 | 20 | 10 | 12 | 74 | 49 | +25  |
| 4    | Dundee FC           | 49  | 42 | 19 | 11 | 12 | 54 | 48 | +6   |
| 5    | Motherwell FC       | 48  | 42 | 19 | 10 | 13 | 75 | 51 | +24  |
| 6    | Partick Thistle FC  | 46  | 42 | 17 | 12 | 13 | 53 | 39 | +14  |
| 7    | Clyde FC            | 45  | 42 | 21 | 3  | 18 | 63 | 62 | +1   |
| 8    | Third Lanark AC     | 44  | 42 | 19 | 6  | 17 | 74 | 61 | +13  |
| 9    | Greenock Morton     | 44  | 42 | 15 | 14 | 13 | 66 | 58 | +8   |
| 10   | Airdrieonians       | 43  | 42 | 17 | 9  | 16 | 71 | 64 | +7   |
| 11   | Kilmarnock FC       | 42  | 42 | 17 | 8  | 17 | 62 | 68 | -6   |
| 12   | Aberdeen FC         | 42  | 42 | 14 | 14 | 14 | 53 | 54 | -1   |
| 13   | Hibernian FC        | 41  | 42 | 16 | 9  | 17 | 58 | 57 | +1   |
| 14   | Hamilton Academical | 40  | 42 | 14 | 12 | 16 | 44 | 57 | -13  |
| 15   | Ayr United          | 40  | 42 | 14 | 12 | 16 | 62 | 69 | -7   |
| 16   | Raith Rovers        | 37  | 42 | 16 | 5  | 21 | 54 | 58 | -4   |
| 17   | Falkirk FC          | 34  | 42 | 11 | 12 | 19 | 54 | 72 | -18  |
| 18   | Albion Rovers       | 34  | 42 | 11 | 12 | 19 | 57 | 68 | -11  |
| 19   | Queen's Park FC     | 33  | 42 | 11 | 11 | 20 | 45 | 80 | -35  |
| 20   | Clydebank FC        | 28  | 42 | 7  | 14 | 21 | 47 | 72 | -25  |
| 21   | Dumbarton FC        | 24  | 42 | 10 | 4  | 28 | 41 | 89 | -48  |
| 22   | Saint Mirren        | 18  | 42 | 7  | 4  | 31 | 43 | 92 | -49  |

|  | Champion d'Écosse |
|  | Relégation        |

## Bilan de la saison
| Tableau d'Honneur                |                    |
| Compétition                      | Vainqueur          |
| Championnat d'Écosse de football | Rangers FC         |
| Coupe d'Écosse de football       | Partick Thistle FC |

| Promotions et relégations |       |
| Promus                    | Aucun |
| Relégués                  | Aucun |

## Statistiques

### Meilleur buteur
1. Hughie Ferguson, Motherwell FC, 43 buts